# シャルル1世 (エルブフ公)
シャルル1世・ド・ロレーヌ＝ギーズ（Charles Ier de Lorraine-Guise, duc d'Elbeuf, 1556年10月18日 - 1605年8月4日）は、フランスの貴族で上級貴族ギーズ公爵家の一員。エルブフ侯爵およびアルクール伯爵、1582年よりエルブフ公爵。エルブフ侯ルネ2世の長男。

## 生涯
1581年に聖霊騎士団の騎士に任命されたが、1588年に従兄のギーズ公アンリ1世とギーズ枢機卿兄弟がフランス王アンリ3世に暗殺された後、ギーズ家の成員として王命により逮捕・拘禁された。釈放後はカトリック同盟に参加し、フランス王位を主張するナバラ王アンリ（後のアンリ4世）の陣営と争ったが、1594年にアンリ4世に帰順しポワトゥー地方の知事の地位を与えられた。以後はブルボン家に対して忠誠を誓い続けた。

## 子女
1583年2月5日にマルグリット・ド・シャボー（1565年 - 1652年）と結婚し、間に6人の子女をもうけた。
- シャルル（1596年 - 1657年） - エルブフ公
- クロード・エレオノール（1598年 - 1654年） - 1600年、ロアネ公ルイ・グーフィエと結婚
- アンリエット（1599年 - 1669年） - ソワソン女子修道院長
- アンリ（1601年 - 1666年） - アルクール伯
- フランソワーズ（1602年 - 1626年）
- カトリーヌ（1605年 - 1611年）